# Bečići
Bečići su mjesto u Paštrovićima kod Budve. Od Starog grada udaljeni su 3 km. Uz obalu vodi prekrasno šetalište sve do zidina Starog grada.
Legenda govori da su prvi stanovnici Bečića bili Židovi. Prema legendi iselili su u Italiju u VII. stoljeću. Bečići se sastoje od tri bratstva: Bečića, Rafailovića i Čečuka. Katolici su do XVII. stoljeća bili jedini stanovnici. Etnička i vjerska struktura u potpunosti se mijenja u XIX. stoljeću iseljavanjem katoličkih starosjedilaca i dolaskom pravoslavaca s crnogorskih brda.
Bečiće krasi prekrasna 1950 metara duga pješčana plaža koja se prostire od Zavale do Đevišenja. Pariški stručnjaci proglasili su ju 1935. za jednu od najljepših plaža na Sredozemlju.
Na otoku Svetog Nikole, kojeg Budvani zovu Školj, hodočasti se za blagdan sv. Nikole. Otok je pripadao budvanskoj vlasteli do 1610. godine. Od onda je vlasnost katoličke crkve svetog Ivana Krstitelja do 1802. godine. Te je godine prodan seljacima općine Paštrovske, najviše selu Bečićima. Crkva se nalazi na zaravni prema Budvi. Po predaji ju je pogidao francuski križar vojvoda Rajmund kad je vodio vojsku u prvom križarskom pohodu na Jeruzalem ( 1096./97.). Katoličkoj crkvi danas pripada onaj dio čestice koliko je ograđeno zidom. Tu je bilo groblje za katolike Budve nakon 1820. godine. Do tad su katolički Budvani pokapali mrtve ispred samostanske crkve Santa Marija in Punta, što je Austrija 1820. zabranila. Zauzimanjem Aleksandra Medina i Fortunata Mikule, godine 1864. obnovljena je crkva.

## Vanjske poveznice
- Budva - misa na ostrvu sv. Nikole, RadioDux